# Кавалеры ордена Святого Георгия IV класса Ж
Кавалеры ордена Святого Георгия IV класса на букву «Ж» 
Список составлен по алфавиту персоналий. Приводятся фамилия, имя, отчество; звание на момент награждения; номер по списку Григоровича — Степанова (в скобках номер по списку Судравского); дата награждения. Лица, чьи имена точно идентифицировать не удалось, не викифицируются.
- Жабин, Владимир Андреевич; капитан 2-го ранга; № 5817; 1 декабря 1838
- Жабокритский, Иосиф Петрович; полковник; № 6418; 5 декабря 1841
- Жабыка, Денис Федосеевич; майор; № 5630; 29 ноября 1837
- Жавроцкий, Иосафат Генрихович; капитан; 4 марта 1917
- Жаглевский, Давыд Осипович[1]; полковник; № 5149; 1 декабря 1835
- Жадкевич, Родион Фёдорович; майор; № 6322; 11 декабря 1840
- Жандр, Александр Андреевич; генерал-лейтенант; № 4293; 19 декабря 1829
- Жаринов, Иван; подполковник; № 4362; 19 декабря 1829
- Жарков, Константин Павлович; подъесаул; 15 октября 1916
- Жвания, Константин Дмитриевич; поручик; 5 мая 1917
- Жгун, Иосиф Семёнович; поручик; 23 мая 1916
- Жданкевич, Дмитрий Алексеевич; полковник; № 8416; 26 ноября 1850
- Жданов, Василий Васильевич; майор; № 8977; 1 февраля 1852
- Жданов, Гавриил Васильевич; штабс-капитан; 26 августа 1916
- Жданов, Григорий; подпоручик; № 8 (8); 12 марта 1770
- Жданов, Михаил Иванович; подпоручик; 10 сентября 1916
- Жданов, Николай Александрович; генерал-майор; 31 июля 1917
- Жданов, Сергей; секунд-майор; № 1018; 26 ноября 1793
- Жданов, Сергей Алексеевич; капитан; 25 сентября 1917 (по другим данным — 31 октября 1917)
- Ждан-Пушкин, Иван Викентьевич; полковник; № 9693; 26 ноября 1855
- Ждимер, Вацлав; подпоручик; 30 июня 1917 (посмертно)
- Жебрак-Русанович, Михаил Антонович; подполковник; 8 марта 1915
- Жебровский, Александр Александрович; подпоручик; 9 ноября 1915 (посмертно)
- Жебровский, Карл Антонович; майор; № 4120; 26 ноября 1827
- Жеванов, Илья Григорьевич; полковник; № 4578; 16 декабря 1831[2]
- Жевахов, Иван Семёнович; полковник; № 1801 (787); 9 сентября 1807
- Жевахов, Пётр; майор; № 1486; 15 декабря 1802
- Жевахов, Спиридон Эристович; подполковник; № 1916 (822); 27 декабря 1807
- Жевноватый, Степан Харлампиевич; прапорщик; 11 декабря 1915
- Жегалов, Иван Васильевич; подполковник; № 1577; 26 ноября 1804
- Жегалов, Сергей Александрович; капитан 1-го ранга; № 9344; 26 ноября 1854
- Жегалов, Тимофей Иванович; подполковник; № 4727; 21 декабря 1832
- Жеглинский, Яков Парфентьевич; майор; № 5636; 29 ноября 1837
- Жеглов, Никифор Ильич; подполковник; № 6783; 3 декабря 1842
- Жегулин, Семён Семёнович; полковник; № 453; 26 ноября 1786
- Жедринский, Перфилий Миронович; секунд-майор; № 1279; 26 ноября 1795
- Жежелевский, Михаил Егорович; подполковник; № 10051; 26 ноября 1857
- Железинский, Илья Степанович; подпоручик; 25 сентября 1917
- Железников, Андрей Николаевич; поручик; 14 ноября 1916 (посмертно)
- Железнов, Павел Евстигнеевич; подъесаул; 2 марта 1906
- Железнякович, Павел Иосифович; подполковник; 18 сентября 1915
- Железов, Павел Васильевич; подпоручик; 25 сентября 1917 (посмертно)
- Желиговский, Люциан-Мечислав Густавович; полковник; № 30 декабря 1915
- Желиховский, Иван Козьмич; майор; № 6099; 3 декабря 1839
- Желтоножкин, Пётр Петрович; подполковник; № 7633; 1 января 1847
- Желтухин, Владимир Петрович; генерал-майор; № 7381; 12 января 1846
- Желтухин, Пётр Фёдорович; полковник; № 1950 (857); 20 мая 1808
- Желтухин, Сергей Фёдорович; генерал-майор; № 3483; 6 июня 1821
- Жельвинский, Яков Сергеевич; полковник; № 2488 (1121); 23 декабря 1812
- Желяговский, Игнатий Игнатьевич; майор; № 7054; 4 декабря 1843
- Жемчужников, Александр Николаевич; полковник; № 2849; 26 февраля 1814
- Жемчужников, Александр Николаевич; капитан-лейтенант; № 3530; 6 июня 1821
- Жемчужников, Аполлон Аполлонович; генерал-майор; № 7538; 1 января 1847
- Жемчужников, Аполлон Степанович; полковник; № 2090; 26 ноября 1809
- Жемчужников, Степан Васильевич; капитан 1-го ранга; № 219; 26 ноября 1773
- Жемчужников, Тимофей Максимович; прапорщик; 21 октября 1916
- Жерве, Александр Андреевич; полковник; № 7952; 26 ноября 1848
- Жерве, Александр Карлович; полковник; № 2985; 8 января 1815
- Жерве, Владимир Александрович де; полковник; № 9892; 12 января 1856
- Жерве, Иван Карлович; генерал-майор; № 9931; 26 ноября 1856
- Жерве, Карл Еремеевич де; генерал-майор; № 1503; 26 ноября 1803
- Жерве, Карл Леонтьевич; генерал-майор; № 4555; 16 декабря 1831
- Жерве, Пётр Любимович; лейтенант; № 9625; 16 ноября 1855
- Жердев, Иван Семёнович; майор; № 6110; 3 декабря 1839
- Жеребцов, Александр Александрович; действительный камергер; № 2737; 29 октября 1813
- Жеребцов, Матвей Фролович; капитан-лейтенант; № 3276; 26 ноября 1816
- Жеребцов, Михаил Иванович; генерал-майор; № 5683; 1 декабря 1838
- Жеребцов, Пётр Александрович; подполковник; № 3466; 26 ноября 1819
- Жеребцов, Пётр Евгеньевич; подполковник; 7 июля 1907
- Жеребцов, Сергей Петрович; генерал-майор; № 8601; 26 ноября 1851
- Жерков, Александр Васильевич; генерал-майор; № 6187; 11 декабря 1840
- Жерманьян; секунд-майор; № 624 (308); 14 апреля 1789
- Жерновков, Павел Павлович; прапорщик; 1 марта 1916 (посмертно)
- Живкович, Илья Петрович; подполковник; № 1727 (713); 29 января 1807
- Живкович, Николай Петрович; майор; № 2183 (970); 7 июля 1810
- Живоселядов (Живоглядов), Пётр Иванович; полковник; № 4253; 7 января 1829
- Жигалин, Владимир Иванович; войсковой старшина; 19 февраля 1876
- Жигалин, Пётр Васильевич; прапорщик; 31 июля 1917 (посмертно)
- Жигалко, Александр Петрович; прапорщик; 9 марта 1917
- Жигин, Александр Иванович; штабс-капитан; 31 октября 1917
- Жигмонт, Семён Осипович; генерал-майор; № 9647; 26 ноября 1855
- Жигулин, Николай Семёнович; подполковник; № 1710 (696); 8 января 1807
- Жидков, Иван Никитич; полковник; № 4454; 18 декабря 1830
- Жижин, Александр Павлович; поручик; 31 декабря 1916 (посмертно)
- Жилей, Антон Егорович; майор; № 8271; 26 ноября 1849
- Жилей, Игнатий Егорович; подполковник; № 4713; 21 декабря 1832
- Жиленков, Александр Иванович; подполковник; № 6292; 11 декабря 1840
- Жиленков, Борис Максимович; подполковник; 25 сентября 1917
- Жиленков, Павел Максимович; генерал-майор; № 4422; 18 декабря 1830[3]
- Жиленков, Пётр Евграфович; штабс-капитан; № 9571; 28 декабря 1854
- Жилин, Антон Ионакиевич; штабс-капитан; 1 сентября 1915 (посмертно)
- Жилинский, Александр Гаврилович; полковник; № 4205; 25 декабря 1828
- Жилинский, Аполлон Иванович; ротмистр; № 9839; 26 ноября 1855
- Жилинский, Владимир Эрастович; подпоручик; 21 марта 1915
- Жилинский, Иван Николаевич; подполковник; № 7222; 17 декабря 1844
- Жилинский, Карл Христианович; майор; № 7479; 12 января 1846
- Жилинский, Осип Андреевич; генерал-майор; № 1833; 26 ноября 1807
- Жирардот, Карл Карлович; подполковник; № 7802; 26 ноября 1847
- Жиржинский, Эдуард Викентьевич; полковник; 27 февраля 1878
- Жиркевич, Иван Степанович; полковник; № 4453; 18 декабря 1830
- Жиркевич, Лев Тимофеевич; подполковник; № 3343; 12 декабря 1817
- Жирков, Фома Козьмич; подполковник; № 4588; 16 декабря 1831
- Жиркович, Пётр Тимофеевич; капитан; № 7096; 4 декабря 1843
- Жирнов, Стефан Иванович; капитан; 12 ноября 1907 (посмертно)
- Жиров, Иван Иванович; войсковой старшина; № 2721; 20 октября 1813
- Жиров, Семён Иванович; генерал-майор; № 7944; 26 ноября 1848[4]
- Житинский, Август Цеславович; полковник; № 8185; 26 ноября 1849
- Житкевич, Дмитрий Бенедиктович; штабс-капитан; 4 марта 1917
- Житков; подполковник; № 2618; 4 августа 1813
- Житков, Дмитрий Никифорович; генерал-майор; № 10105; 26 ноября 1858[5]
- Житков, Константин Андреевич; полковник; № 8177; 26 ноября 1849
- Житков, Михаил Андреевич; полковник; № 7171; 17 декабря 1844
- Житков, Павел Иванович; подполковник; № 5765; 1 декабря 1838
- Житков, Пётр Никифорович; полковник; № 6723; 3 декабря 1842
- Житов, Алексей Иванович; полковник; № 4342; 19 декабря 1829
- Жихарев, Александр Васильевич; полковник; № 5946; 3 декабря 1839
- Жихарев, Степан; полковник; № 5393; 6 декабря 1836
- Жихарев, Степан Данилович; бригадир; № 307; 26 ноября 1779
- Жихович, Казимир Иванович; прапорщик; 1 сентября 1915
- Жмурин, Никита Филиппович; подполковник; № 5805; 1 декабря 1838
- Жлоба, Андрей Степанович; штабс-капитан; 14 декабря 1916
- Жмутский, Дионисий Сильвестрович; прапорщик; 3 февраля 1916
- Жнов, Александр Иванович; генерал-майор; 21 марта 1915
- Жнов, Иван Петрович; майор; № 7273; 17 декабря 1844
- Жовтобрюх, Василий Романович; поручик; 4 апреля 1917
- Жогов, Владимир Николаевич; капитан; 6 июля 1915
- Жолкевский, Фаддей-Иван Михайлович; поручик; 11 сентября 1916
- Жолынский, Антон Викентьевич; полковник; № 4697; 21 декабря 1832
- Жомини, Генрих Вениаминович; генерал от инфантерии; № 9312; 9 июля 1854
- Жорж, Василий Яковлевич; капитан; № 7694; 1 января 1847
- Жорж, Константин Иванович; лейтенант; № 1901; 26 ноября 1807
- Жохов, Александр Андреевич; капитан 1-го ранга; № 795; 26 ноября 1790
- Жохов, Яков Андреевич; капитан 1-го ранга; № 794; 26 ноября 1790
- Жуйков, Гавриил Михайлович; подполковник; № 7438; 12 января 1846
- Жук, Николай Сидорович; капитан; 1 сентября 1915
- Жук, Фома Осипович; подпоручик; 7 июля 1917
- Жуканов, Алексей Герасимович; полковник; № 6750; 3 декабря 1842
- Жуканов, Иван Герасимович; подполковник; № 5771; 1 декабря 1838
- Жукевич-Стош, Митрофан Павлович; полковник; 23 декабря 1878
- Жуков, Алексей; подпоручик; 11 декабря 1915
- Жуков, Василий Николаевич; прапорщик; 11 декабря 1915
- Жуков, Владимир Дмитриевич; полковник; 1 сентября 1915
- Жуков, Гервасий Петрович; генерал-майор; 31 декабря 1915
- Жуков, Даниил Ефимович; генерал-майор; 11 июня 1877
- Жуков, Захар Петрович; полковник; № 5150; 1 декабря 1835
- Жуков, Иван Лаврентьевич; генерал-майор; № 5117; 1 декабря 1835
- Жуков, Иван Михайлович; поручик; № 10142; 26 ноября 1858
- Жуков, Михаил Семёнович; премьер-майор; № 1079; 26 ноября 1794
- Жуков, Пётр Акимович; майор; № 9195; 26 ноября 1853
- Жуков, Пётр Николаевич; поручик; № 9592; 15 апреля 1855
- Жуков, Сергей Васильевич; генерал-майор; 9 сентября 1915
- Жуков, Степан Петрович; подполковник; № 6545; 5 декабря 1841
- Жуковский, Василий Адамович; полковник; № 4684; 21 декабря 1832
- Жуковский, Владимир Иванович; генерал-майор; 5 октября 1914 (посмертно)
- Жуковский, Владимир Петрович; полковник; № 4063; 26 ноября 1827
- Жуковский, Галактион Степанович; полковник; № 4344; 19 декабря 1829
- Жуковский, Григорий Васильевич; полковник; № 6971; 4 декабря 1843
- Жуковский, Илларион Иосифович; подпоручик; 22 марта 1917
- Жуковский, Николай Леонтьевич; капитан; № 9551; 15 декабря 1854 (посмертно)
- Жуковский, Степан Степанович; генерал-майор; № 4196; 25 декабря 1828
- Жуковский, Фаддей Петрович; подполковник; 23 апреля 1915
- Жуковский, Фёдор Петрович; подполковник; № 6295; 11 декабря 1840
- Жулябин, Яков Петрович; полковник; 1 июня 1915
- Жупилов, Яков; майор; № 8539; 26 ноября 1850
- Журавель, Николай Григорьевич; подъесаул; 23 мая 1916
- Журавлёв, Александр Онисимович; поручик; 30 июня 1917 (посмертно)
- Журавлёв, Александр Фёдорович ; подпоручик; 1 сентября 1915 (посмертно)
- Журавлёв, Пётр Николаевич; подпоручик; 4 апреля 1917
- Журавский, Яков Иванович; подполковник; № 6019; 3 декабря 1839
- Жураковский, Михаил Викентьевич; капитан; 18 ноября 1916
- Журба, Алексей Дмитриевич; майор; № 3354; 12 декабря 1817
- Журихин, Гавриил; майор; № 5486; 6 декабря 1836
- Журомский, Юрий Михайлович; капитан; № 8564; 26 ноября 1850
- Журьяри, Василий Иванович; подполковник; 26 ноября 1816[6]
- Жученко, Павел; майор; № 10137; 26 ноября 1858
- Жюто; лейтенант французской службы; 1 июля 1917 (посмертно)